# 細葉穀木
細葉穀木为野牡丹科穀木屬下的一个种。

## 扩展阅读
維基物種上的相關：細葉穀木